# Martín Almagro Gorbea
Martín Almagro Gorbea (Barcelona, 5 de enero de 1946) es un historiador, arqueólogo español.
Es hijo del arqueólogo Martín Almagro Basch. Doctorado en Historia por la Universidad Complutense de Madrid (premio extraordinario), con una tesis que dirigió su padre, fue Catedrático de Prehistoria en dicha universidad hasta su jubilación en 2016, y es anticuario perpetuo de la Real Academia de la Historia. Su principal especialidad es la protohistoria de la península ibérica y Europa Occidental. Tartessos, cultura ibérica y cultura céltica. Procesos de Aculturación y Etnogénesis. Museología. Excavaciones y Patrimonio Cultural. Es hermano del doctor arquitecto Antonio Almagro Gorbea.

## Currículum académico
- Profesor adjunto del Departamento de Prehistoria de la Universidad Complutense. 1968-76
- Doctor por la Universidad Complutense de Madrid (1973) , con la tesis: El Bronce final y el inicio de la Edad del Hierro en la Meseta Sur.[1]
- Director del Museo Arqueológico de Ibiza. 1969-70
- Conservador del Museo Arqueológico Nacional. 1970-76
- Catedrático y director del Departamento de Prehistoria y Arqueología de la Universidad de Valencia. 1976-80
- Director de la Escuela Española de Historia y Arqueología en Roma. 1979-83
- Catedrático de la Universidad Complutense de Madrid. 1981 - 2016
- Director del Museo Arqueológico Nacional. 1998-99
- Académico de número de la Real Academia de la Historia de la que es Anticuario perpetuo. 1996
- Comisario de las exposiciones Celtas y Vettones (Ávila, 2001), Hispania, el legado de Roma (Zaragoza-Mérida, 1998), Tesoros de la Real Academia de la Historia (Madrid, 2001).

### Otros
- Miembro correspondiente del Instituto Arqueológico Alemán (1975).
- Miembro del Consejo Permanente de la Union Internationale des Sciences Préhistoriques et Protohistoriques(1991).
- Correspondiente extranjero de la Société National des Antiquaires de France (1991).
- Premio Alexander von Humboldt (1993).
- Académico de la Academia de Arte e Historia de San Dámaso, su lección inaugural versó sobre España desde la prehistoria[2] ocupando la cátedra de Prehistoria.
- Académico de mérito de la Academia Portuguesa da Historia (2005). Correspondiente extranjero de L’Académie des Inscriptions et Belles-Lettres (2006).
- Miembro de la Real Sociedad Bascongada de Amigos del País, su discurso de ingreso en esta sociedad en 2008 es Los orígenes de los vascos.[3]
- Cátedra de Historia de España Luis García de Valdeavellano de la Fundación Duques de Soria (2008).
- Miembro de la Real Academia de Doctores (Sección Humanidades), 2017.

## Revistas y publicaciones
Fundador-director de la revista Complutum, de la Universidad Complutense de Madrid, de la revista Saguntum Universidad de Valencia.
Ha fundado y en la actualidad dirige las series Catálogo del Gabinete de Antigüedades (1998-), Bibliotheca Archaeologica Hispana (1999-), Antiquaria Hispanica (1999-), y Bibliotheca Numismatica Hispana (2005-), de la Real Academia de la Historia.

## Obra científica
- Los orígenes de los vascos[3], Martín Almagro Gorbea (aut.) Edita: DELEGACIÓN EN CORTE. Departamento de Publicaciones, 2008. ISBN 978-84-89318-11-3
- La necrópolis de Medellín. I-III (Bibliotheca Archaeologica Hispana 26,1-3) Madrid, 2006-2008. (editor, director y coautor con J. Jiménez Ávila, A. J. Lorrio, A. Mederos y M. Torres). ISBN 978-84-95983-88-6
- Medallas Españolas. Catálogo del Gabinete de Antigüedades de la Real Academia de la Historia. Madrid, 2005 (695 p. + 32 láms.) (editor y coautor con Mª Cruz Pérez Alcorta y T. Moneo). ISBN 84-95983-68-0
- Prehistoria. Antigüedades Españolas I. Real Academia de la Historia, Catálogo del Gabinete de Antigüedades. Madrid, 2004, 451 p. (editor y coautor con D. Casado, F. Fontes, A. Mederos, y M. Torres). ISBN 84-95983-46-X
- Segobriga. Guía del Parque Arqueológico. Madrid 55 p. (con Juan Manuel Abascal y Rosario Cebrián)
- Epigrafía Prerromana. Real Academia de la Historia, Catálogo del Gabinete de Antigüedades, Madrid, 2003, 544 p.
- Santuarios urbanos en el mundo ibérico Martín Almagro Gorbea, Teresa Moneo Real Academia de la Historia, 2000. ISBN 84-89512-58-2
- El rey-lobo de La Alcudia de Ilici. Alicante, 1999. 52 p. MU-2383-1999
- Las fíbulas de jinete y de caballito: aproximación a las élites ecuestres y su expansión en la Hispania céltica Martín Almagro Gorbea, Mariano Torres Ortiz Institución Fernando el Católico, 1999. ISBN 84-7820-466-0
- Segóbriga y su conjunto arqueológico Martín Almagro Gorbea, Juan Manuel Abascal Palazón Real Academia de la Historia, 1999. ISBN 84-89512-29-9
- Archivo del Gabinete de Antigüedades: catálogo e índices Martín Almagro Gorbea, Jesús R. Álvarez Sanchís Real Academia de la Historia, 1998. ISBN 84-89512-27-2
- El Estanque Monumental de Bibracte (Borgoña, Francia). (Complutum, Extra 1). Madrid, 1991. 356 págs. (con J. Gran Aymerich).
- Segóbriga III. La Muralla Norte y la Puerta Principal. Cuenca, 1989. 341 págs. (En colaboración con A. Lorrio)
- Excavaciones en el cerro Ecce Homo: (Alcalá de Henares, Madrid) Martín Almagro Gorbea, Dimas Fernández-Galiano, Madrid : Diputación Provincial. Servicios de Extensión Cultural y Divulgación, D.L. 1980. ISBN 84-500-4028-5
- El bronce final y el periodo orientalizante en Extremadura Martín Almagro Gorbea, Madrid : Consejo Superior de Investigaciones Científicas. Instituto Español de Prehistoria, 1977. ISBN 84-00-03737-5
- Los campos de túmulos de Pajaroncillo (Cuenca). Excavaciones Arqueológicas en España 83, Madrid 1974, 131 pág. + 31 láms.
- La necrópolis de "Las Madrigueras". Carrascosa del Campo (Cuenca) (Bibliotheca Praehistorica Hispana X). Madrid, 1969. 165 p. + X tablas + XXV láms.
- Estudios de Arte rupestre Nubio. I. Yacimientos situados en la orilla oriental del Nilo, entre Nag Kolorodna y Kars Ibrim (Nubia Egipcia). (Memorias de la Misión Arqueológica Española en Egipto X), Madrid 1968 (con M. Almagro). 327. p. + 50 láms.

### Coautor y editor
- Bimilenario del Acueducto de Segovia. Exposición conmemorativa en Segovia. Madrid, 1974. (en colaboración con L. Caballero Zoreda). 76 p.
- C-14 y Prehistoria de la Península Ibérica (Fundación Juan March. Reunión 1978. Serie Universitaria 77). Madrid, 1978. 183 p., M. Almagro-Gorbea y M. Fernández-Miranda (eds.).
- El Santuario de Juno en Gabii. Excavaciones 1956-1969 (Bibliotheca Italica de la Escuela Española de Historia y Arqueología en Roma 17). Madrid-Roma 1982 (Editor y coautor). 624 p. + LXXX láms.
- Los Celtas en la Península Ibérica. Revista de Arqueología, Extra 4. Madrid, 1991. M. Almagro-Gorbea (Ed.-Coordinador científico).
- Paleoetnología de la Península Ibérica (Complutum 2-3, 1992). Madrid, 1993: 517 p. (Dirección de la obra y coautor y coeditor con G. Ruiz Zapatero).
- Los Celtas: Hispania y Europa. (Universidad Complutense de Madrid. Curso de Verano 1992. Dirigido por Martín Almagro-Gorbea). Madrid, 1993. 518 p. (Dirección y coedición con G. Ruiz Zapatero)
- Castros y oppida de Extremadura. (Complutum Extra 4). Madrid, 1994, 291 p. (coeditado con A.Mª Martín)
- Ciudades Romanas en la Provincia de Cuenca. Homenaje a Francisco Suay. Cuenca, 22-24 de octubre de 1992 (1997). Coeditor (con S. Palomero y M. Osuna) y coautor.
- Hispania, el legado de Roma. Catálogo de la exposición en La Lonja, Zaragoza, 1998. 638 p. Coeditado con J.M. Álvarez Martínez.
- El Disco de Teodosio. Madrid, 2000 (editor y coautor). 342 p.
- Tesoros de la Real Academia de la Historia. Palacio Real, Madrid, 2001. 381 p. Coautor y editor.
- Celtas y vettones. Catálogo de la exposición Internacional, Excma. Diputación Provincial de Ávila. Palacio de los Guzmanes e Iglesia de santo Tomé el Viejo, septiembre-diciembre de 2001: 463 p. Coautor y coeditor (con J. Álvarez Sanchís y M. Mariné)
- 250 años de Arqueología y Patrimonio. 2003. Documentación sobre Arqueología y Patrimonio de la Real Academia de la Historia. Estudio General e Índices. (Publicaciones del Gabinete de Antigüedades, IV.4.14), Madrid, 2003, 520 p. (coautor y coeditor con J. Maier).
- Real Academia de la Historia. Archivos de Arqueología y Patrimonio Histórico (edición digital en 2 DVD, ISBN 84-95983-25-7) Madrid, 2003 (editor).
- La protección jurídica del Patrimonio Inmobiliario Español, Fundación Beneficencia et Peritia Iuris, Madrid, 2005. 297 p. ISBN 84-96347-32-X (coeditor con Antonio Pau).
- Las monedas y medallas españolas de la Real Academia de la Historia, Madrid, 2007.
- Prehistoria y Antigüedad, en H. O'Donnell (ed.), Historia Militar de España, I. Madrid, 2009. Ministerio de Defensa y Ediciones Laberinto. 410 p. + 40 lám. ISBN 978-84-8483-371-0 (coautor y coordinador).

## Resumen publicaciones
- Artículos de revistas (351)
- Colaboraciones en obras colectivas (188)
- Libros (20)
- Tesis dirigidas (39)
- Coordinación (58 publicaciones)